# Dichochrysa venosa
Dichochrysa venosa is een insect uit de familie van de gaasvliegen (Chrysopidae), die tot de orde netvleugeligen (Neuroptera) behoort. 
Dichochrysa venosa is voor het eerst wetenschappelijk beschreven door Rambur in 1838.